# گورستان جاغرق
قبرستان جاغرق مربوط به اواخر دوره تیموریان تا دوره قاجار است و در شهرستان مشهد، بخش طرقبه، روستای جاغرق واقع شده و این اثر در تاریخ ۵ تیر ۱۳۸۴ با شمارهٔ ثبت ۱۱۹۴۱ به‌عنوان یکی از آثار ملی ایران به ثبت رسیده است.